# Jürgen Thormann
Jürgen Thormann (n. 12 februarie 1928, Rostock, Republica de la Weimar – d. 22 noiembrie 2024) a fost un actor, regizor și dublaj voce, sincron german.

## Biografie
Thormann, în timpul cât era școlar deja primește în Bonn, după școală a urmat cursuri private de actorie. El va juca în mai multe piese de teatru germane și străine. După terminarea probelor de teatru sau a producțiilor tv, lucrează ca voce sincron, prin dublarea vocii unor a unor personalități ca Peter Wyngarde, Ian McKellen, Ed Bishop, Edward Herrmann, Max von Sydow, Liberace, John Neville, John Hurt și Dick van Dyke. Ani de-a rândul va fi vocea sincron consacrată a actorilor, Michael Caine și Peter O’Toole. Sub conducerea lui sunt produse piesele de teatru: Die Kleinbürgerhochzeit (Bertolt Brecht),  Die Glasmenagerie (Tennessee Williams) și Ein besserer Herr. În anul 2007 i se acordă Premiul german pentru voce sincron. Din viața privată, Thormann a fost căsătorit cu actrița Uta Sax.

## Filmografie
| - 1964: Clavigo - 1969: Der Sturm - 1970: Whisky und Wodka (serial Alle Hunde lieben Theobald) - 1972: Das Kurheim (serial) - 1977: Das Rentenspiel - 1977: Anpassung an eine zerstörte Illusion - 1977: Heinrich Zille - 1980: Leute wie du und ich (serial) - 1980: Eingriffe - 1981: Die zweite Haut - 1981: 'Ne scheene Jejend is det hier - 1985: Das Mädchen und die Tauben - 1986: Theaterdonner (serial Detektivbüro Roth - 1986: Haus mit hellen Fenstern (serial Jakob und Adele) - 1987: Eine Million Mäuse (serial Tatort) | - 1987: Hexenschuß - 1987: Mrs. Harris fährt nach Moskau - 1988: Trouble im Penthouse - 1989: Jede Menge Schmidt - 1989: Killer kennen keine Furcht - 1989: Keine Gondel für die Leiche - 1992: Wohnungstod (serial Wolffs Revier) - 1994: Blankenese (serial) - 1994: Elbflorenz (serial) - 1995−96: Praxis Bülowbogen (serial) - 1996: SK Babies (serial) - 1997: Rosenkavalier - 1999: Hochzeitstag (serial Unser Charly) - 2002: Das Arrangement (serial Dr. Sommerfeld – Neues vom Bülowbogen) - 2006: Kunstfehler |